# Michael Etienne

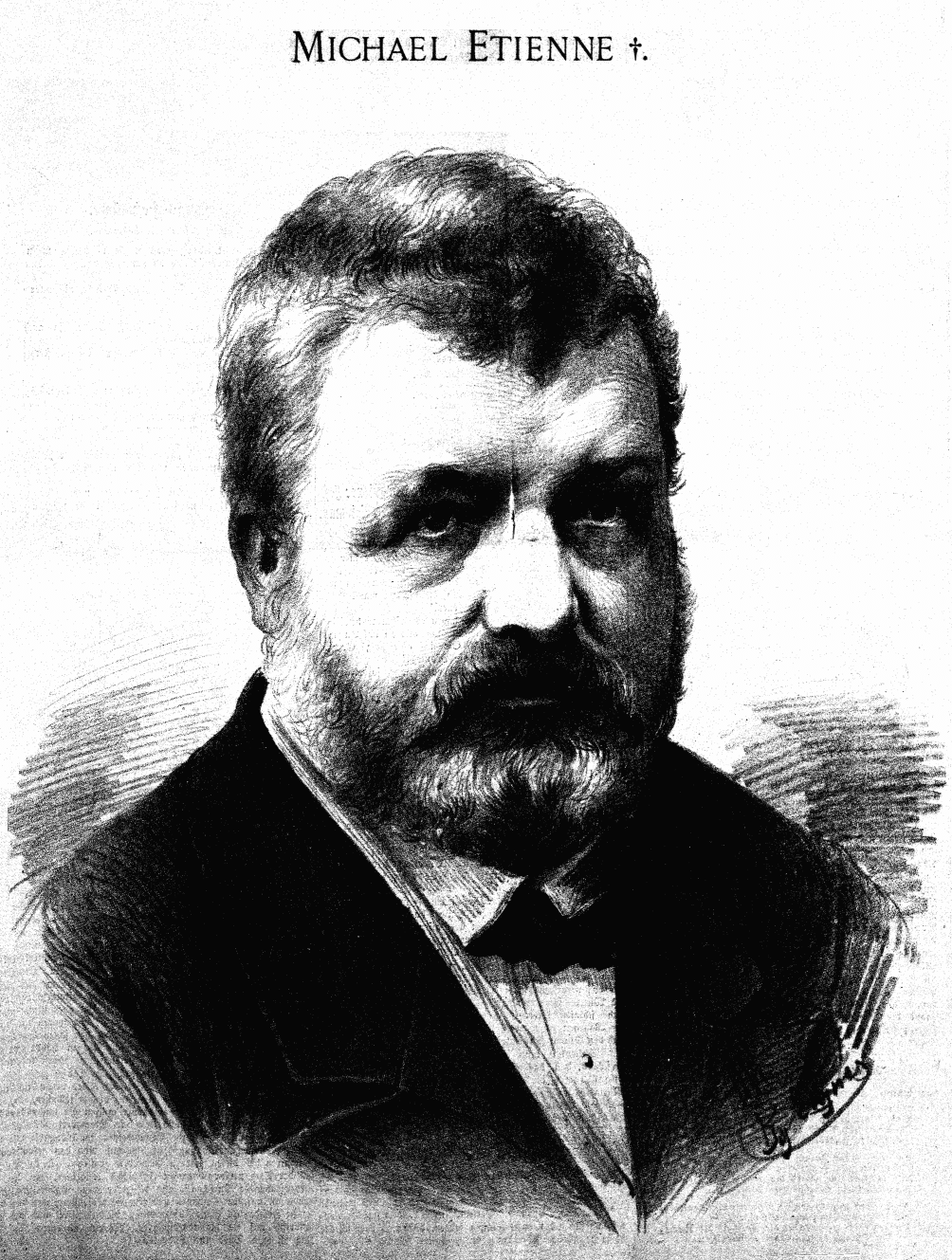
Michael Etienne (von Ignaz Eigner) in der Satirezeitung Die Bombe (1879)

Michael Etienne (auch Michael Ettinger; * 21. September 1827 in Wien; † 29. April 1879 in Wien) war ein österreichischer Journalist und Publizist.

## Leben
Michael Etienne wurde im Hause Laimgrube Nummer 2 „zum goldenen Metzen“ auf dem Getreidemarkt geboren. Sein Vater Claude Etienne, Professor der französischen Sprache an der k. k. Ingenieur-Akademie, und seine Mutter Therese, eine geborene Hugelmann, ließen ihm die sorgfältigste Erziehung angedeihen. Er absolvierte das Schottengymnasium und setzte seine Studien an der Universität fort. 1843 war er erstmals literarisch tätig. Er übersetzte für die Verlagsbuchhandlung von Hartleben die Romane von Dumas, Sue und George Sand und lieferte bis zum Jahre 1850 eine stattliche Reihe von Bänden. In belletristischen Journalen veröffentlichte Etienne Gedichte. Der 13. März 1848 löste dem jungen, freiheitsglühenden Manne auch politisch die Zunge. Am 14. März begrüßte er die neue Zeit mit einem Gedichte voll Begeisterung. Einen Monat später publizierte er zwei Broschüren: „Oesterreich und Europa“ und „Von der Presse“, wo er vehement für die Freiheit der Presse eintrat. Seine Leitartikel-Serie Die Maitage betitelt und im Juli 1949 im Wanderer erschienen, brachten dem jungen Autor ein Verfahren vor dem Pressegericht ein. Er hatte die Artikel mit Miguel gezeichnet, übernahm jedoch die volle Verantwortung und führte seine Verteidigung ohne juristischen Beistand. Er wurde zu drei Wochen Arrest verurteilt – der Staatsanwalt Dr. v. Wiedenfeld hatte drei Monate beantragt – von der Tragung der Gerichtskosten aber losgesprochen. Etienne verzichtete auf sein Berufungsrecht, als der Belagerungszustand über Wien verhängt wurde, und musste im Juli 1849 seine Gefängnisstrafe antreten.
Als er seine Haft abgebüßt hatte, war er in ausländischen Blättern, hauptsächlich in Keils Leuchtthurm, tätig. Die Polizei überwachte diese Tätigkeit, und bald musste Etienne flüchten. Über Leipzig und Berlin nahm er seinen Weg nach Paris. Dort fand er freundlichste Aufnahme bei der Agence Havas. 1851 trat er zu Heinrich Heine in nahe Beziehungen. In Paris machte Etienne die eingehendsten Studien auf dem Gebiete des Staatsrechtes, der Geschichte, der National-Ökonomie und Literatur und der schönen Künste. Seine Stellung in Paris war keineswegs eine angenehme. Er trat der Staatsstreichpolitik und dem Korruptions-System von Napoleon III. entgegen. Am 5. Februar 1852 erhielt er eine Verwarnung des Polizei-Präfekten Pietri wegen seiner auswärtigen Korrespondenzen. Ein Jahr später, um dieselbe Zeit, wurde er gleichzeitig mit Moritz Hartmann wegen angeblicher Theilnahme an geheimen Gesellschaften nach Mazas geschleppt und verurteilt.
Am 22. Februar endete seine Haft. In der Folge schrieb Etienne Korrespondenzen für die Donau-Zeitung in Wien, die dort einiges Aufsehen erregten. 1855 folgte er einer Einladung Schwarzers, des Eigentümers dieses Journals, übersiedelte nach Wien und trat in die Redaktion der Donau-Zeitung ein. Nach einigen Monaten wechselte er aufgrund der Vermittlung seines Freundes Karl Eduard Bauernschmid in die Redaktion der Presse. Acht Jahre lang, 1856 bis 1864 war Etienne in der „Presse“ tätig und verhalf ihr zu immer größerem Einflusse. Etienne gewann für die Redaktion Dr. Max Friedländer, dessen Fähigkeiten die seinen ausgezeichnet ergänzte. Im März 1864 begründeten beide gemeinsam mit Adolf Werthner die Neue Freie Presse.
Michael Etienne starb am 29. April 1879 nach „langem Leiden“, sein Mausoleum am Friedhof von Hadersdorf-Weidlingau wurde vom Architekten Otto Hieser entworfen. Etiennes Nachfolger als Herausgeber der „Neue Freie Presse“ wurde Eduard Bacher.